# Tondo

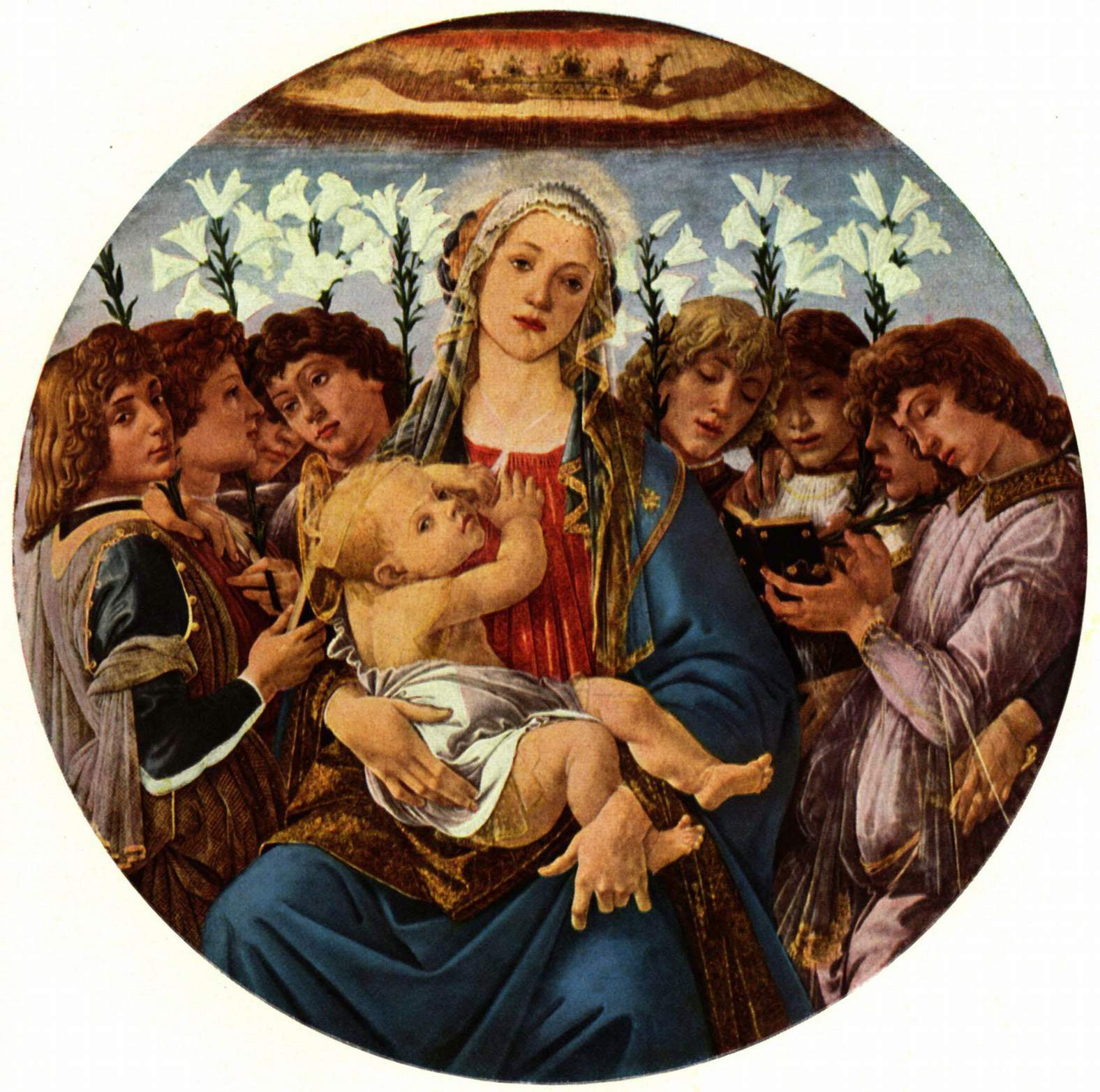
Tondo, Sandro Botticelli, 1477, Madonna z siedmioma śpiewającymi aniołami (Madonna Berlińska), Galeria Malarstwa w Berlinie

Tondo (z wł. talerz, krąg) – w sztuce obraz bądź płaskorzeźba w kształcie koła. Najczęstszym motywem tond były sceny religijne, często przedstawienia Matki Boskiej z Dzieciątkiem Jezus.
Tondo było charakterystyczne dla sztuki włoskiego renesansu. Według zwyczaju XV-wiecznej Wenecji kobiety po porodzie otrzymywały słodycze na okrągłej tacy – desco da parto (naczynie narodzin). Taca była bardzo często ozdabiana różnymi scenami związanymi z dziećmi lub porodem. Od tego zwyczaju pochodzi późniejsza moda na okrągłe obrazy. 